# Lu Kun-chi
Lu Kun-chi (chiń. 呂昆錡; pinyin Lǔ Kūnqí, ur. 6 lutego 1985 roku w Tajpej) – tajwański piłkarz, bramkarz, reprezentant kraju. Obecnie zawodnik Grulla Morioka, zespołu półprofesjonalnych rozgrywek Tohoku League, przygotowujących graczy do gry w J-League.
W 2005 roku otrzymał propozycję gry w dorosłej drużynie Júbilo Iwata, jednak działacze tego klubu wycofali ową ofertę.
Przygodę z dorosłą piłką rozpoczął w 2007 roku kiedy ostatecznie trafił ze swego młodzieżowego zespołu Pin Men do Morioki.